# Crab Orchard (Nebraska)
Pour les articles homonymes, voir Crab Orchard.
Le village de Crab Orchard est situé dans le comté de Johnson, dans l’État du Nebraska, aux États-Unis. Sa population s’élevait à 38 habitants lors du recensement de 2010, estimée à 37 habitants en 2017.

## Source
- (en) Cet article est partiellement ou en totalité issu de l’article de Wikipédia en anglais intitulé « Crab Orchard, Nebraska » (voir la liste des auteurs).